# Томсон, Мик
Мик Томсон (род. 3 ноября 1973 г.) — американский гитарист. Наиболее известен как гитарист метал группы Slipknot.
До публичной музыкальной деятельности работал частным преподавателем по игре на гитаре.

## Биография
Он известен как «Номер Семь». У него есть татуировка в виде надписи «Seven» на левой руке, её можно увидеть в клипе «Dead Memories». Согласно интервью Шона, Томсон выбрал номер 7, так как считал его своим счастливым числом. В «Voliminal: Inside The Nine» Мик заявил, что страдает от боли в суставах и спине, из-за чего он некоторое время не мог ходить.
5 октября 2012 года он женился на своей давней подруге, Стейси Райли.
11 марта 2015 года сообщалось, что Мик и его младший брат Эндрю попали в больницу после пьяной ссоры, оба были госпитализированы с серьёзными ранениями, которые оказались не опасными для жизни. 21 марта 2015 года Мику и Эндрю были предъявлены обвинения в хулиганстве, им был назначен суд в установленный срок, 30 марта 2015 года.

## Slipknot
Мик Томсон пришёл в группу Slipknot в апреле 1996 года. Он заменил игравшего в то время гитариста Крейга, который решил стать клавишником и семплером группы, так как был единственным, кто умеет это делать.
Он пришёл в группу незадолго до выпуска дебютной пластинки Slipknot Mate.Feed.Kill.Repeat., для этой пластинки Мик не написал ни единого риффа.

### Маски

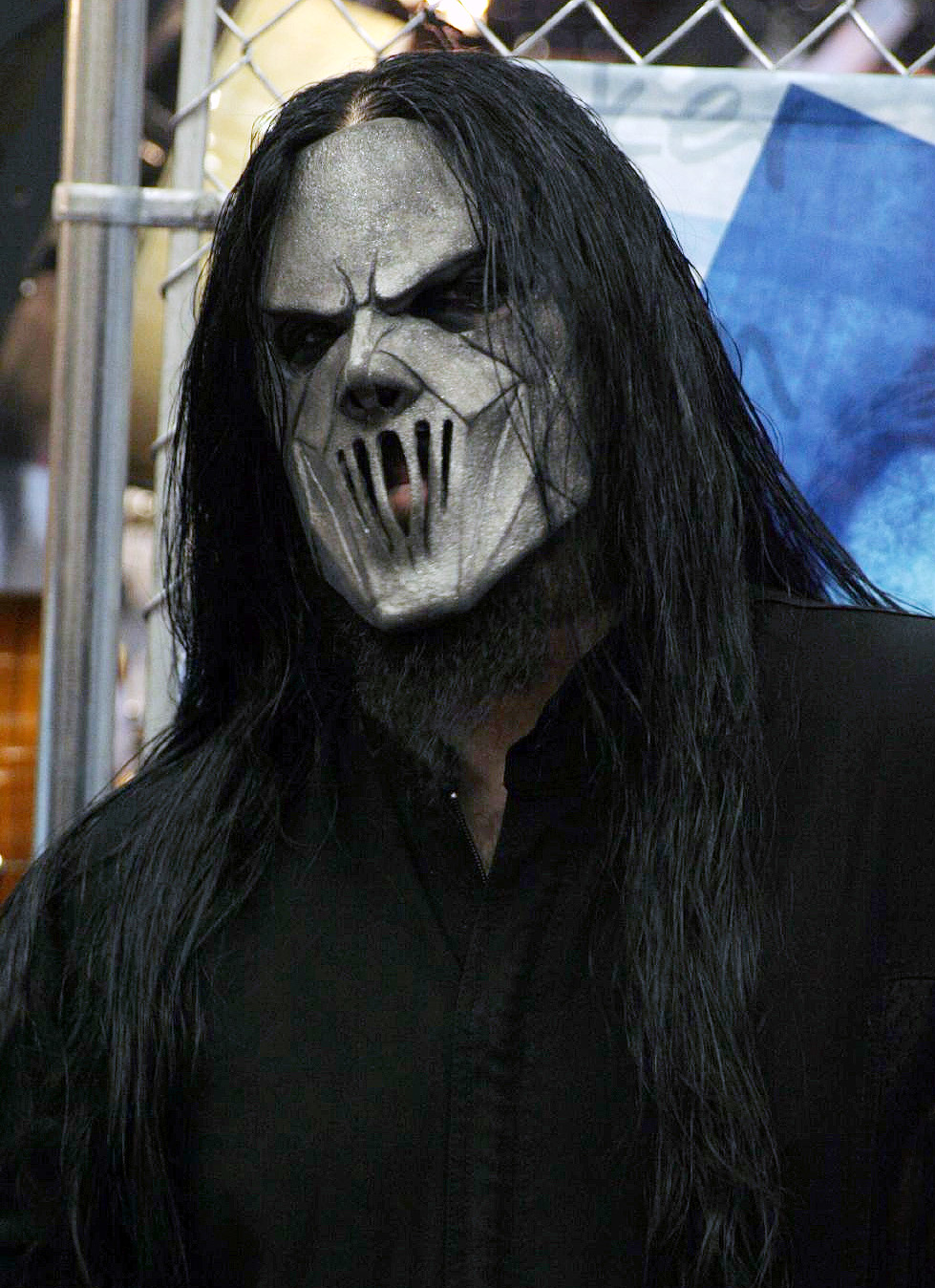
Мик Томсон в маске

У Мика всего одна маска, и с каждым новым альбомом он лишь немного изменял её.
Изначально маской Мика была усовершенствованная версия хоккейной маски, покрашенная в желтовато-золотой цвет. Во время выхода альбома Iowa его маска была выполнена в качестве двух металлических пластин, соединённых между собой болтами, с треугольным отверстием для носа. Однако в процессе выпуска следующих двух альбомов маска Мика существенно поменялась, больше став напоминать всё-таки хоккейную маску.
После выпуска альбома Slipknot он стал красить маску в тёмно-серый цвет. К моменту выхода пятого альбома Slipknot Мик носил маску, которая напоминала скрещённые маски времён Iowa и Vol.3. Она стала шире, а нос стал более плоским. На пятом альбоме маска Мика такая же, что на третьем и четвёртом альбомах, только немного ржавая в некоторых местах. Позже Мик слегка видоизменил маску, убрав ржавчину и добавив 2 трещины на лбу и подбородке. К шестому альбому маска Мика стала полностью чистой, но глаза стали крупнее.

## Body Pit
До появления в составе группы Slipknot, Мик Томсон играл в дэт-метал-группе Body Pit, созданной Полом Греем.
Её состав:
- Мик Томсон — гитара
- Донни Стили — гитара
- Донни Спейн — барабаны
- Пол Грей — бас
- Андерс Колсефни — вокал

Именно потому, что Мик играл в этой группе, он и смог попасть в состав Slipknot, так как Body Pit состояла в основном из бывших участников Slipknot.